# ゴッド・コントロール
『ゴッド・コントロール』(God Control)は、アメリカ合衆国のシンガーソングライターであるマドンナの楽曲。

## 概要
2019年に発表された14枚目のスタジオ・アルバム『マダムX』の3曲目に収録されている。楽曲はマドンナとミルウェイズ、ケイシー・スプーナーによって書かれ、歌詞は銃問題と銃規制をテーマにしている。マドンナはアメリカで社会問題になっている銃犯罪に大きな危機感を抱いており、また6人の子供の母親としても強い不安感を抱いているとピープルに語った。
楽曲を巡ってはリリースから半年後の11月にケイシー・スプーナーが自身の名前がクレジットされておらず、正当な報酬も支払われていないと自身のInstagramで訴えを起こす騒動もあった。ケイシーによると「ゴッド・コントロール」は元々2017年にミルウェイズとケイシーがソロアルバムの為に用意した楽曲だった。それを元にマドンナとミルウェイズが新たに手を加えたものが現在の「ゴッド・コントロール」になった。

## ミュージック・ビデオ
同年6月26日にジョナス・アカーランドが監督を務めたミュージック・ビデオが公開された。約8分半に及ぶビデオはナイトクラブで起こった銃乱射による惨劇とマダムXに扮したマドンナがタイプライターで楽曲の歌詞を打ち込むシーンを中心に構成されており、実際の銃乱射事件におけるニュース映像なども織り交ぜられている。

### 反響
マージョリー・ストーンマン・ダグラス高校銃乱射事件における生存者であり、銃規制の活動家でもあるエマ・ゴンザレスはビデオについて「最悪」且つ「不快」だと評した。